# Prabir Ghosh
  Prabir Ghosh  (bengalí: প্রবীর ঘোষ)  (Umedpur, 1 de març de 1945 - South Dum Dum, 7 d'abril de 2023) fou fundador i president de Bharatiya Bigyan O Yuktibadi Samiti, una associació científica i de racionalistes amb seu a Calcuta, Índia. Va ser també l'autor d'una sèrie de llibres en bengalí que posen en dubte afirmacions sobrenaturals: Aloukik Noy, Loukik .

## Primers anys de vida i família
Prabir Ghosh va néixer l'1 de març de 1945 a Faridpur (ara a Bangla Desh). Els seus pares eren el Sr. Prabhat Chandra Ghosh i Smt. Suhasini Ghosh. Sis mesos després del naixement, el pare es va traslladar a Adra, Purulia, on en Prabir va passar els primers anys d'infantesa. El 1955 el jove Prabir va arribar a la ciutat ferroviària de Kharagpur, on va completar la seva educació secundària, i el 1960 el seu pare es va establir a Dum dum, Calcuta, on Prabir es va graduar. Durant aquests anys solia imitar els mags del carrer.

## El repte del miracle valorat en 5.000.000₹
De manera semblant al One Million Dollar Paranormal Challenge de James Randi, Ghosh va oferir un premi de 5 milions de ₹ (78.600 USD aprox.) a qualsevol persona que demostrés un poder sobrenatural de qualsevol tipus sense recórrer a cap truc.

## Obres principals
- Aloukik Noy, Loukik (en bengalí) (títol en anglès: "Natural, not Supernatural" en cinc volums)'[9]
- Desemmascarant el poder miraculós de la Mare Teresa.[10]

### Llibres enbengalí
- Sànscrit: songhorso o nirman (1994)
- Aloukik noi loukik (1 a 5 vol.)
- Rajnititr management o aro kichu (2008)
- Kasmire ajadir lorai ekti itihasik dalil (2010)
- Yuktibadir chokhe gita ramayan mahavarat (2016)
- Prabad sanskar o kusanskar : (1999)
- Prem bibaho o onnyanya : (2017)
- Piknaki o Olukik Rohosya samagra (2015)
- Alukik Rohosya Sondhane Pinki : (2015)
- Aparadh Bigyan (2017)
- Memory man o moblibe baba (2008)
- Baree barre ghure firre tumi
- Amar chelebela (biografia dels primers dies de Prabir Ghosh)
- Juoboner Bojronirghos (Biogryphy) (2013)
- Yuktibadir Challengerrra (part 1 i 2)
- Goltablee saf Jabab
- Sommohoner de la A a la Z
- Gerila juddher A to Z theke Azadi
- Moner Niyantran Jog o meditació
- Jotisher koffine ses perek
- Ami keno Isware Biswas korina
- Yuktibadir chokhe nari mukti
- Dhormo seba o sommohon
- Prosonya santras ebong
- Alukik rohoyajale pinki
- Alukik Dhristi Rohosya

### Llibres enanglès
- Paranormal Exposed!
- The Mystery of Mother Teresa and Sainthood
- Why I Do Not Believe in God